# Basketball Bundesliga 2016-17
La Basketball Bundesliga 2016-17 fue la edición número 51 de la Basketball Bundesliga, la primera división del baloncesto profesional de Alemania. El campeón fue el Brose Bamberg, que lograba su noveno título, mientras que descendieron a la ProA los dos últimos clasificados, SC Rasta Vechta y Phoenix Hagen.

## Equipos

### Ascensos y descensos
Mitteldeutscher BC y Crailsheim Merlins descendieron de la BBL tras la temporada 2015–16, al acabar en los dos últimos lugares. Science City Jena y Rasta Vechta ascendieron desde la ProA.

### Equipos 2016-2017 y localización
| Equipo                        | Ciudad       | Arena                  | Capacidad |
| ----------------------------- | ------------ | ---------------------- | --------- |
| Brose Bamberg                 | Bamberg      | Stechert Arena         | 6,150     |
| Medi bayreuth                 | Bayreuth     | Oberfrankenhalle       | 4,000     |
| Alba Berlin                   | Berlin       | Mercedes-Benz Arena    | 14,500    |
| Telekom Baskets Bonn          | Bonn         | Telekom Dome           | 6,000     |
| Basketball Löwen Braunschweig | Braunschweig | Volkswagen Halle       | 6,600     |
| Eisbären Bremerhaven          | Bremerhaven  | Bremerhaven Stadthalle | 4,050     |
| Skyliners Frankfurt           | Frankfurt    | Fraport Arena          | 5,002     |
| Gießen 46ers                  | Gießen       | Sporthalle Gießen-Ost  | 4,003     |
| BG Göttingen                  | Göttingen    | Sparkassen Arena       | 3,447     |
| Phoenix Hagen                 | Hagen        | Enervie Arena          | 3,402     |
| Science City Jena             | Jena         | Sparkassen-Arena       | 3,000     |
| MHP Riesen Ludwigsburg        | Ludwigsburg  | MHP-Arena              | 5,300     |
| Bayern Munich                 | Munich       | Audi Dome              | 6,700     |
| EWE Baskets Oldenburg         | Oldenburg    | Große EWE Arena        | 6,069     |
| Tigers Tübingen               | Tübingen     | Paul Horn-Arena        | 3,132     |
| ratiopharm ulm                | Ulm          | Ratiopharm Arena       | 6,000     |
| Rasta Vechta                  | Vechta       | RASTA Dome             | 3,140     |
| s.Oliver Würzburg             | Würzburg     | s.Oliver Arena         | 3,140     |

## Temporada regular

### Clasificación
| Pos. | Equipo                        | PJ | G  | P  | PF   | PC   | DP   | Pts | Clasificación o descenso |
| ---- | ----------------------------- | -- | -- | -- | ---- | ---- | ---- | --- | ------------------------ |
| 1    | ratiopharm Ulm                | 32 | 30 | 2  | 2819 | 2433 | +386 | 60  | Playoffs                 |
| 2    | Brose Bamberg                 | 32 | 29 | 3  | 2677 | 2209 | +468 | 58  | Playoffs                 |
| 3    | Bayern Munich                 | 32 | 28 | 4  | 2767 | 2223 | +544 | 56  | Playoffs                 |
| 4    | Medi bayreuth                 | 32 | 22 | 10 | 2676 | 2530 | +146 | 44  | Playoffs                 |
| 5    | EWE Baskets Oldenburg         | 32 | 18 | 14 | 2573 | 2479 | +94  | 36  | Playoffs                 |
| 6    | Alba Berlin                   | 32 | 18 | 14 | 2610 | 2599 | +11  | 36  | Playoffs                 |
| 7    | Telekom Baskets Bonn          | 32 | 18 | 14 | 2641 | 2629 | +12  | 36  | Playoffs                 |
| 8    | MHP Riesen Ludwigsburg        | 32 | 17 | 15 | 2482 | 2447 | +35  | 34  | Playoffs                 |
| 9    | Gießen 46ers                  | 32 | 15 | 17 | 2545 | 2507 | +38  | 30  |                          |
| 10   | Skyliners Frankfurt           | 32 | 14 | 18 | 2307 | 2377 | −70  | 28  |                          |
| 11   | BG Göttingen                  | 32 | 14 | 18 | 2479 | 2609 | −130 | 28  |                          |
| 12   | Eisbären Bremerhaven          | 32 | 12 | 20 | 2647 | 2816 | −169 | 24  |                          |
| 13   | Science City Jena             | 32 | 11 | 21 | 2415 | 2654 | −239 | 22  |                          |
| 14   | s.Oliver Würzburg             | 32 | 11 | 21 | 2502 | 2636 | −134 | 22  |                          |
| 15   | Tigers Tübingen               | 32 | 7  | 25 | 2397 | 2635 | −238 | 14  |                          |
| 16   | Basketball Löwen Braunschweig | 32 | 6  | 26 | 2398 | 2708 | −310 | 12  |                          |
| 17   | Rasta Vechta (R)              | 32 | 2  | 30 | 2351 | 2704 | −353 | 4   | Descenso a ProA          |
| 18   | Phoenix Hagen (D)             | 0  | 0  | 0  | 0    | 0    | 0    | 0   | Descenso a ProA          |

 Fuente: BBL
Criterios de clasificación: 1) Puntos; 2) enfrentamientos directos; 3) Puntos de diferencia; 4) Puntos anotados.
Notas:
1. 1 2 3  Oldenburg 6 Pts; Berlin 4 Pts; Bonn 2 Pts
2. 1 2  Frankfurt 2 Pts, +10 PD; Berlin 2 Pts, −10 PD
3. 1 2  Jena 2 Pts, +2 PD; Würzburg 2 Pts, −2 PD
4. ↑  En octubre de 2016, Phoenix Hagen fueron castigados con la pérdida de 4 puntos por  problemas con las licencias federativas.[4] El 30 de noviembre de 2016, la BBL retiró la licencia al club y fue descendido automáticamente a ProA, dejando de jugar y siendo eliminados todos los resultados hasta ese momento.[5]

### Playoffs
|  | Cuartos de final | Cuartos de final       | Cuartos de final |                       |   | Semifinales    | Semifinales | Semifinales |  |   | Final                 | Final | Final |  |
|  |                  |                        |                  |                       |   |                |             |             |  |   |                       |       |       |  |
|  |                  |                        |                  |                       |   |                |             |             |  |   |                       |       |       |  |
|  | 1                | ratiopharm Ulm         | 3                |                       |   |                |             |             |  |   |                       |       |       |  |
|  | 1                | ratiopharm Ulm         | 3                |                       |   |                |             |             |  |   |                       |       |       |  |
|  | 8                | MHP Riesen Ludwigsburg | 2                |                       |   |                |             |             |  |   |                       |       |       |  |
|  | 8                | MHP Riesen Ludwigsburg | 2                |                       | 1 | ratiopharm Ulm | 2           |             |  |   |                       |       |       |  |
|  |                  |                        |                  |                       | 1 | ratiopharm Ulm | 2           |             |  |   |                       |       |       |  |
|  |                  |                        | 5                | EWE Baskets Oldenburg | 3 |                |             |             |  |   |                       |       |       |  |
|  | 4                | medi bayreuth          | 5                | EWE Baskets Oldenburg | 3 | 1              |             |             |  |   |                       |       |       |  |
|  | 4                | medi bayreuth          |                  |                       |   |                |             |             |  |   |                       |       |       |  |
|  | 5                | EWE Baskets Oldenburg  | 3                |                       |   |                |             |             |  |   |                       |       |       |  |
|  | 5                | EWE Baskets Oldenburg  | 3                |                       |   |                |             |             |  | 5 | EWE Baskets Oldenburg | 0     |       |  |
|  |                  |                        |                  |                       |   |                |             |             |  | 5 | EWE Baskets Oldenburg | 0     |       |  |
|  |                  |                        | 2                | Brose Bamberg         | 3 |                |             |             |  |   |                       |       |       |  |
|  | 3                | Bayern Munich          | 2                | Brose Bamberg         | 3 | 3              |             |             |  |   |                       |       |       |  |
|  | 3                | Bayern Munich          |                  |                       |   |                |             |             |  |   |                       |       |       |  |
|  | 6                | ALBA Berlin            | 1                |                       |   |                |             |             |  |   |                       |       |       |  |
|  | 6                | ALBA Berlin            | 1                |                       | 3 | Bayern Munich  | 0           |             |  |   |                       |       |       |  |
|  |                  |                        |                  |                       | 3 | Bayern Munich  | 0           |             |  |   |                       |       |       |  |
|  |                  |                        | 2                | Brose Bamberg         | 3 |                |             |             |  |   |                       |       |       |  |
|  | 2                | Brose Bamberg          | 2                | Brose Bamberg         | 3 | 3              |             |             |  |   |                       |       |       |  |
|  | 2                | Brose Bamberg          |                  |                       |   |                |             |             |  |   |                       |       |       |  |
|  | 7                | Telekom Baskets Bonn   | 1                |                       |   |                |             |             |  |   |                       |       |       |  |
|  | 7                | Telekom Baskets Bonn   | 1                |                       |   |                |             |             |  |   |                       |       |       |  |
|  |                  |                        |                  |                       |   |                |             |             |  |   |                       |       |       |  |

## Galardones
MVP de la temporada
- Raymar Morgan, ratiopharm Ulm

Mejor jugador ofensivo
- Raymar Morgan, ratiopharm Ulm

Mejor jugador defensivo
- Daniel Theis, Brose Bamberg

Mejor jugador alemán joven
- İsmet Akpınar, Alba Berlin

Entrenador del Año
- Thorsten Leibenath, ratiopharm Ulm

Jugador más efectivo
- Maxi Kleber, Bayern Munich
- Raymar Morgan, ratiopharm Ulm

Mejores quintetos de la BBL
| Pos.      | All-BBL 1.er equipo | All-BBL 1.er equipo   | All-BBL 2º equipo | All-BBL 2º equipo     |
| Pos.      | Jugador             | Club                  | Jugador           | Club                  |
| --------- | ------------------- | --------------------- | ----------------- | --------------------- |
| Base      | Chris Kramer        | EWE Baskets Oldenburg | Josh Mayo         | Telekom Baskets Bonn  |
| Escolta   | Chris Babb          | ratiopharm Ulm        | Trey Lewis        | Medi bayreuth         |
| Alero     | Darius Miller       | Brose Bamberg         | Rickey Paulding   | EWE Baskets Oldenburg |
| Ala-Pívot | Nicolò Melli        | Brose Bamberg         | Maxi Kleber       | Bayern Munich         |
| Pívot     | Raymar Morgan       | ratiopharm Ulm        | Brian Qvale       | EWE Baskets Oldenburg |